# 六帶重牙鯛
六帶重牙鯛為輻鰭魚綱鱸形目鱸亞目鯛科的其中一種，分布於中東大西洋的維德角群島海域，棲息深度可達100公尺，體長可達40公分，棲息在沙底質海域，屬雜食性。